# Lienen
Lienen település Németországban, azon belül Észak-Rajna-Vesztfália tartományban. Lakosainak száma 8827 fő (2023. december 31.). Lienen Hagen am Teutoburger Wald, Bad Iburg, Glandorf, Ostbevern, Ladbergen és Lengerich községekkel határos.

## Népesség
A település népességének változása:
| Lakosok száma | 7567 | 8559 | 8535 | 8527 | 8715 | 8783 | 8827 |
|               | 1975 | 2015 | 2017 | 2019 | 2021 | 2022 | 2023 |